# Moretti 600
La Moretti 600 fu una piccola berlina due porte prodotta dal 1949 al 1951 dalla piccola casa automobilistica italiana Moretti, per sostituire la Moretti Cita.

## Contesto

Una Moretti 600 cabriolet del 1950

Montava un motore a quattro cilindri raffreddato ad acqua da 592 cc montato anteriormente, mentre la trazione era posteriore. La vettura era inoltre dotata di un cambio manuale a 4 merce e poteva raggiungere una velocità massima di 102 km/h. Il telaio invece era tubolare in acciaio a sezione quadrata.
Per quanto riguarda le dimensioni, la lunghezza della vettura era di 3400 mm, la larghezza di 1100 mm e il passo di 2000 mm. La massa, invece, era di 510 kg.
Oltre la versione berlina, erano disponibili anche le versioni cabriolet e familiare, quest'ultima, come per la Moretti Cita familiare, aveva le portiere e parte della carrozzeria posteriore in legno.